# Espai de Kolmogórov
Un espai topològic es diu que és {\displaystyle T_{0}} o espai de Kolmogórov (o que compleix la propietat de separació de Kolmogórov) si donats dos punts diferents qualssevol {\displaystyle x} i {\displaystyle y} de l'espai, o bé existeix un entorn {\displaystyle U_{x}} de {\displaystyle x} de manera que {\displaystyle y\notin U_{x}} o bé hi ha un entorn {\displaystyle U_{y}} de {\displaystyle y} de manera que {\displaystyle x\notin U_{y}}.

## Caracteritzacions
Hi ha diverses caracteritzacions de la propietat de separació de Kolmogórov:
- Donats dos punts diferents qualssevol {\displaystyle x} i {\displaystyle y} l'espai, la clausura de {\displaystyle \{x\}} és diferent de la clausura de {\displaystyle \{y\}}.

- Donat qualsevol punt {\displaystyle x} l'espai, l'acumulació de {\displaystyle \{x\}} és unió de conjunts tancats.

## Exemples i propietats
La propietat de separació de Kolmogórov és hereditària, la qual cosa vol dir que tot subespai topològic d'un espai de Kolmogórov és també un espai de Kolmogórov.
Tot espai mètric és un espai de Kolmogórov, però no ho són els espais pseudomètrics. De fet, un espai pseudomètric és mètric si i només si és un espai de Kolmogórov.